# Uganda közigazgatási egységei

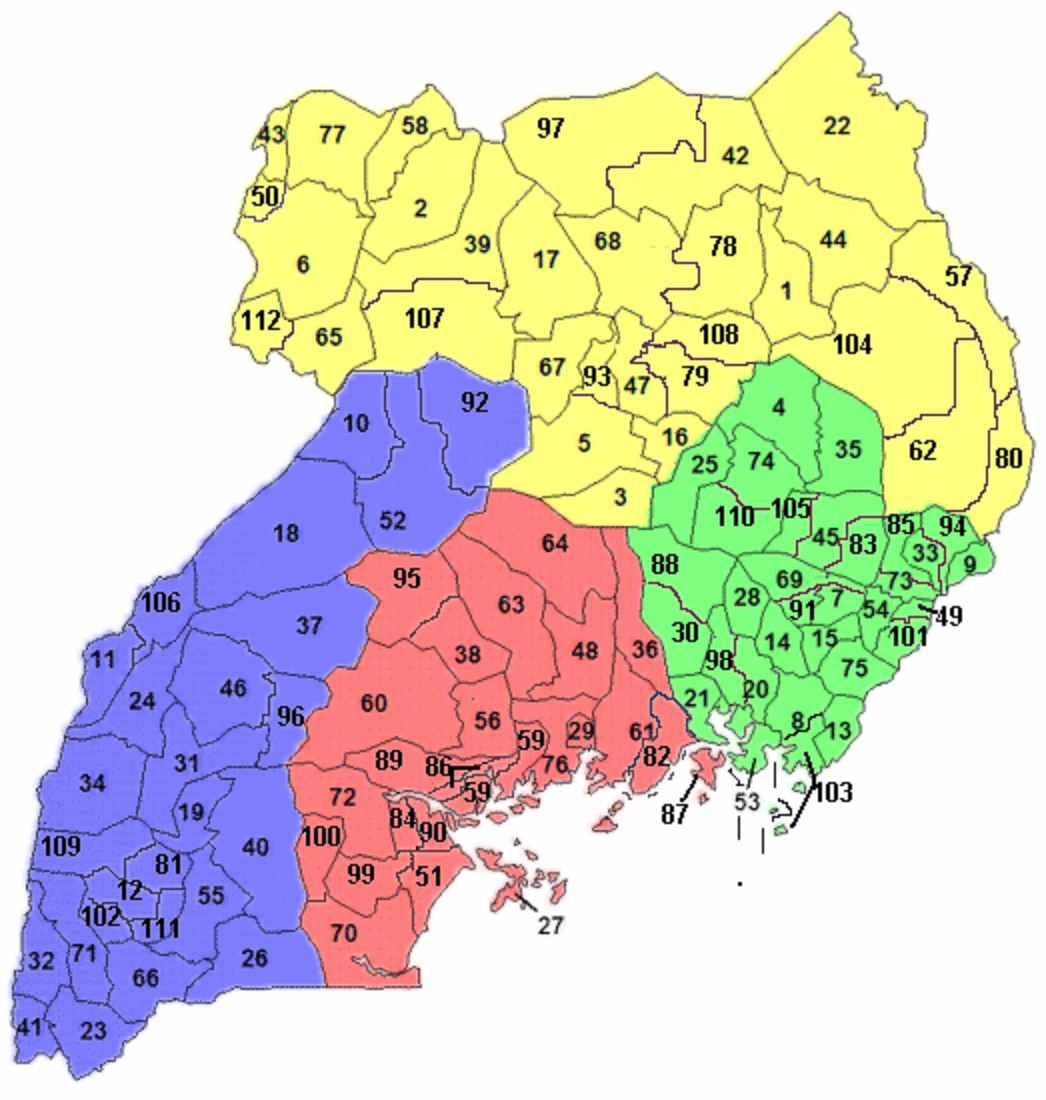
Uganda közigazgatási térképe 2010-től

A kelet-afrikai Ugandát, a következő részekre lehet osztani:
- Négy (Központi, Keleti, Nyugati és Északi) adminisztratív régióra
- 112 kerületre
- 146 megyére
- A megyéket továbbosztják járásokra
- A szub-megyékben találhatók az egyházközségek, és települések.

A politikai felosztást az Ugandai Önkormányzatok Szövetsége (ULGA) végzi. Ez egy önkéntesekből álló nonprofit szerv, ami fórumként is szolgál az önkormányzatok kisebbségi részei között.